# آشیا، فوکوئوکا
آشیا، فوکوئوکا (به لاتین: Ashiya, Fukuoka) یک منطقهٔ مسکونی در ژاپن است که در استان فوکوئوکا واقع شده‌است. آشیا  ۱۶٬۱۲۵ نفر جمعیت دارد.